# Diego Luna (labdarúgó, 2003)
Diego Luna (Sunnyvale, 2003. szeptember 7. –) amerikai válogatott labdarúgó, a Real Salt Lake középpályása.

## Pályafutása

### Klubcsapatokban
Luna a Kalifornia állambeli Sunnyvale városában született. Az ifjúsági pályafutását a Palo Alto és a San Jose Earthquakes akadémiájánál kezdte, majd 2018-tól az amerikai Barcelona Akadémiánál folytatta.
2021-ben mutatkozott be az El Paso Locomotive felnőtt keretében. 2022. június 2-án szerződést kötött az első osztályban szereplő Real Salt Lake együttesével. Először a június 5-ei, Vancouver Whitecaps elleni mérkőzésen lépett pályára, Sergio Córdova cseréjeként. 2023. június 22-én, a St. Louis City ellen idegenben 3–1-es győzelemmel zárult bajnokin megszerezte első gólját, emellett két gólpasszt is kiosztott. Július 16-án, a New York Red Bulls ellen kétszer is eredményes volt.

### A válogatottban
Luna az U20-as és az U23-as korosztályú válogatottakban is képviselte Amerikát.
2024-ben debütált az amerikai válogatottban. Először a 2024. január 20-ai, Szlovénia ellen 1–0-ra elvesztett barátságos mérkőzésen lépett pályára.

## Statisztikák

### A válogatottban
| Válogatott       | Év       | Pályára lépés | Gól |
| ---------------- | -------- | ------------- | --- |
| Egyesült Államok | 2024     | 1             | 0   |
| Egyesült Államok | 2025     | 3             | 0   |
| Összesen         | Összesen | 4             | 0   |

## Sikerei, díjai
Amerikai U20-as válogatott
- U20-as CONCACAF-bajnokság
  - Győztes (1): 2022

 Amerikai válogatott
- CONCACAF Nemzetek ligája
  - Győztes (1): 2023–24

Egyéni
- MLS All-Stars: 2024